# Берестова (притока Кінської)
Берестова, Балка Берестова — річка в Україні, в Оріхівському районі Запорізької області. Права притока Кінської (басейн Дніпра).

## Опис
Довжина річки 19 км, похил річки — 3,8 м/км. Площа басейну 126 км². Місцями пересихає.

## Розташування
Бере початок на південно-західній стороні від села Обще. Спочатку тече на захід, потім на південний захід через Жовту Кручку, Блакитне, Одарівку і впадає в річку Кінську, ліву притоку Дніпра.
Дорогу перетинає автошлях Н08